# Lijst van schilderijen van Kazimir Malevitsj
Hieronder volgt een lijst van schilderijen van de kunstschilder Kazimir Malevitsj, chronologisch gerangschikt:

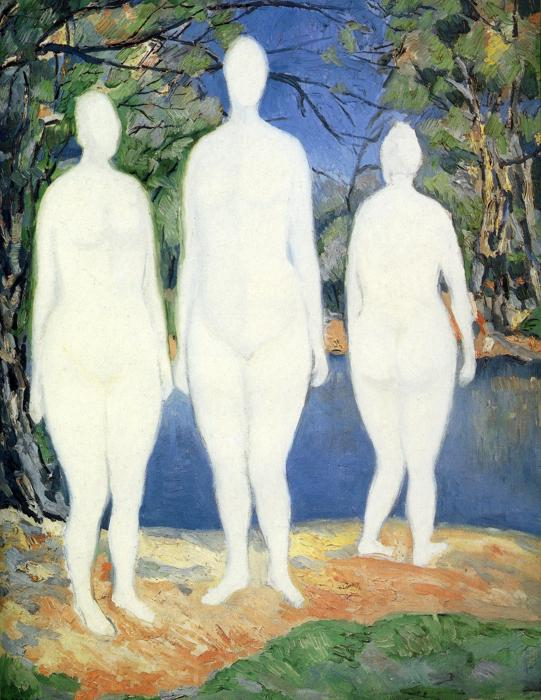
Baadsters, 1908, Russisch Museum, St Petersburg

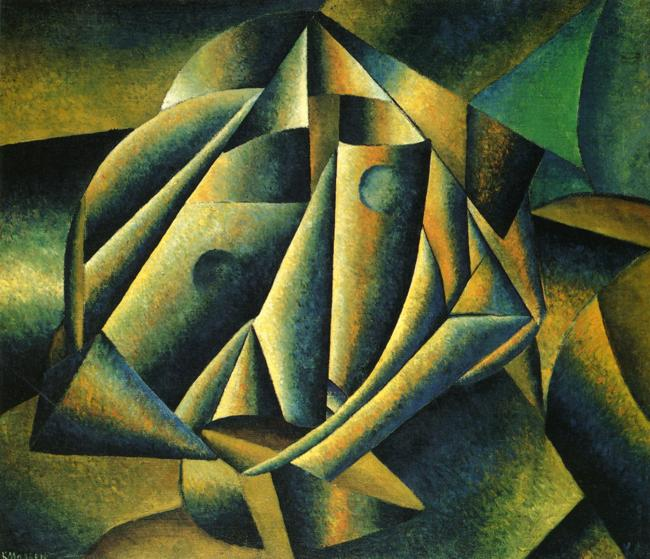
Kop van een boerenmeisje, 1912-1913, Stedelijk Museum Amsterdam

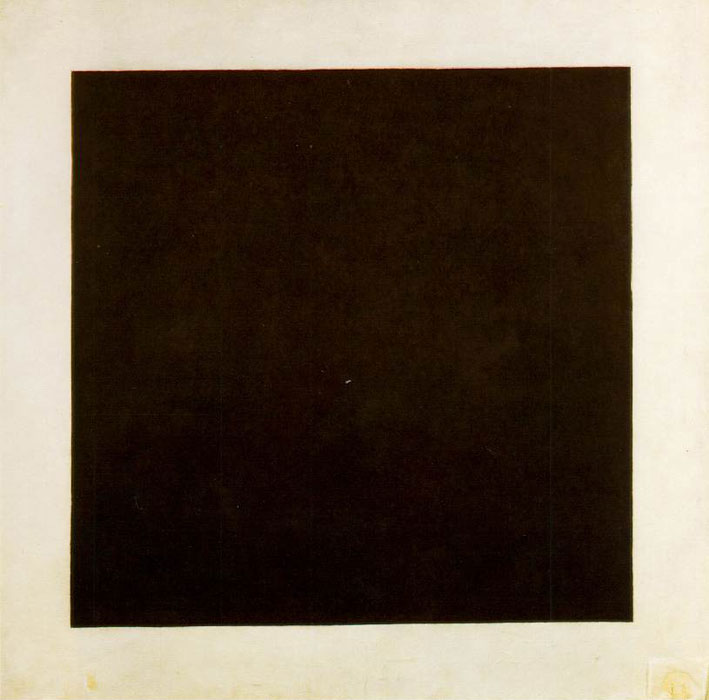
Zwart vierkant, 1923-1929, Russisch Museum, St. Petersburg

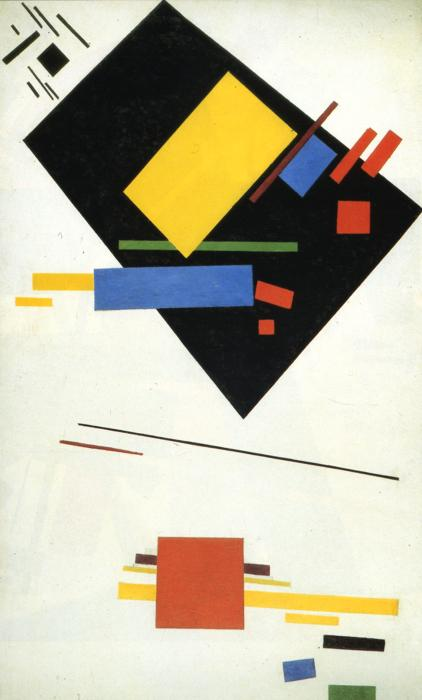
Suprematisme, 1915

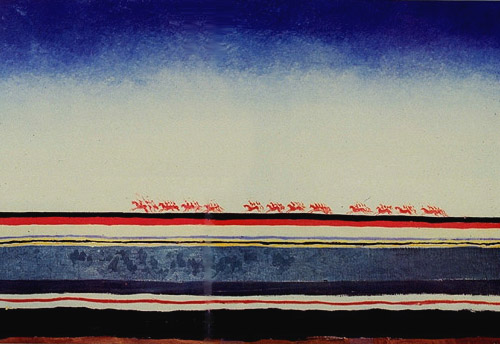
Rode cavalerie,1930-1931, Russisch Museum, St. Petersburg

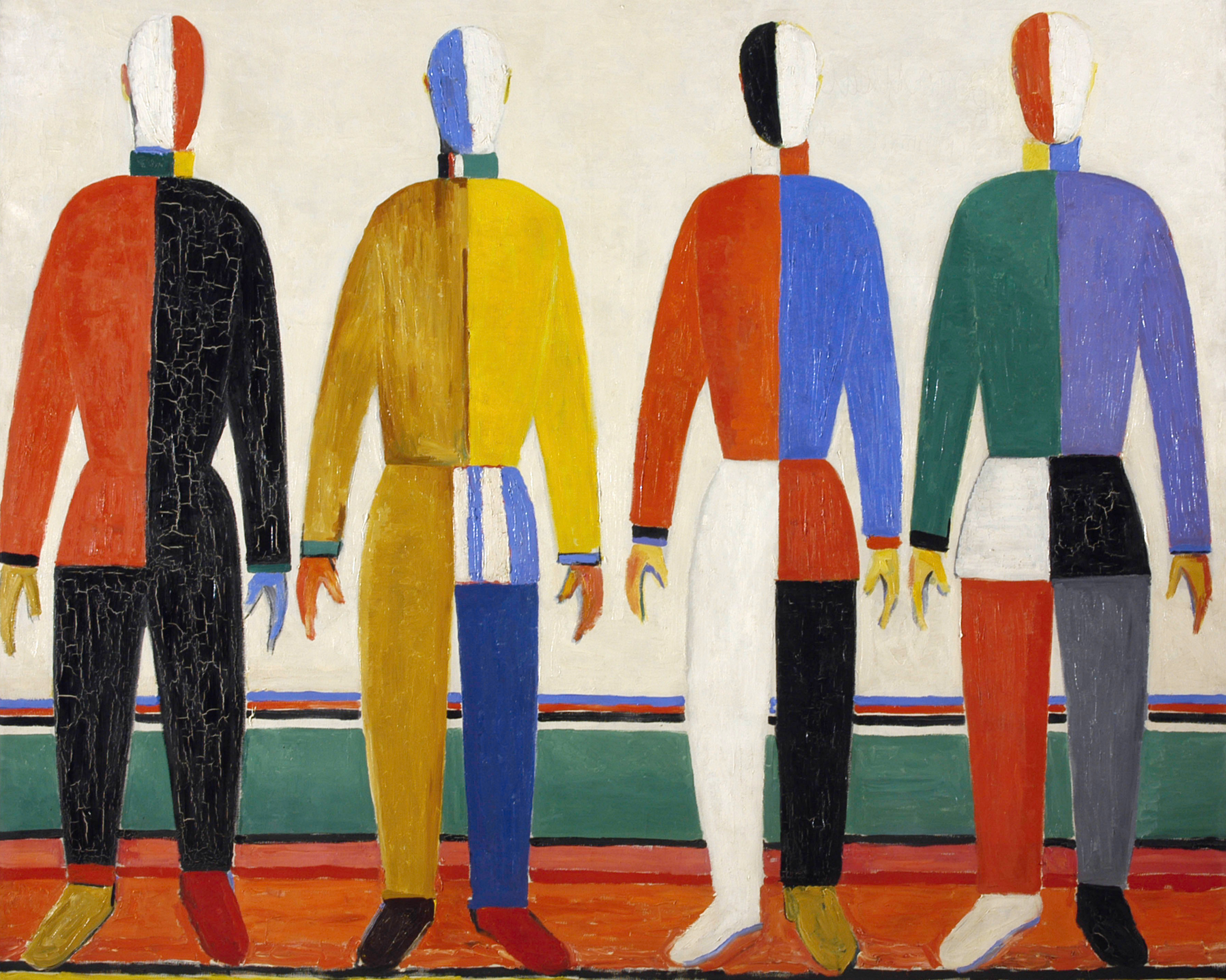
De Sportlieden, 1928-1930, Russisch Museum, St. Petersburg

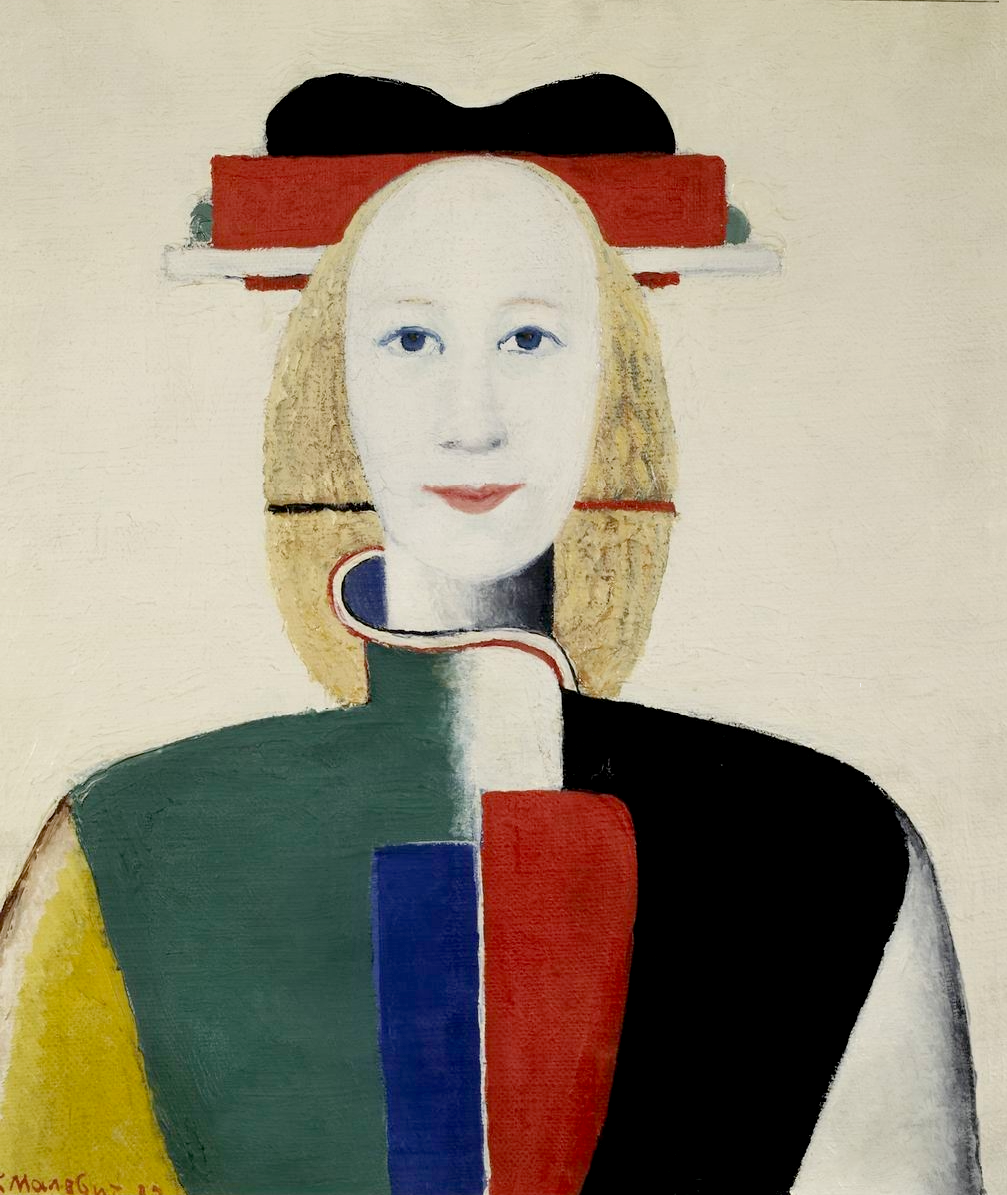
Meisje met kam in haar, 1932-1933, Tretyakov Galerij, Moskou

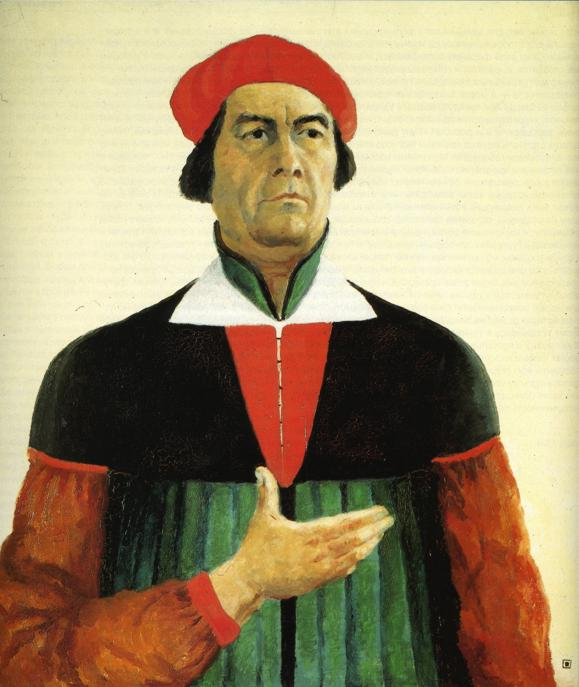
Zelfportret, 1933, Russisch Museum, St. Petesburg

- Werkloos meisje, 1904, olieverf op linnen, 80 × 66 cm, Russisch Museum in St. Petersburg
- Portret van een familielid van de kunstenaar, 1906, olieverf op linnen, 68 × 99 cm, Stedelijk Museum Amsterdam in Amsterdam
- Landschap, 1906 – 1907, olieverf op linnen, 19,2 × 31 cm, Russisch Museum in St. Petersburg
- Studie voor een fresco (zelfportret), 1907, tempera op karton, 69,3 × 70 cm, Russisch Museum in St. Petersburg
- Studie voor een fresco, 1907, tempera op karton, 72,5 × 70 cm,  Russisch Museum in St. Petersburg
- Studie voor een fresco, 1907, tempera op karton, 70 × 74,8 cm, Russisch Museum in St. Petersburg
- Studie voor een fresco, 1907, tempera op karton, 69,3 × 71,5 cm, Russisch Museum in St. Petersburg
- De ontspanning van de hogere stand, 1908, Gouche, waterverf en Oost-Indische inkt op karton, 23,8 × 30,2 cm, Russisch Museum in St. Petersburg
- Baadsters, 1908, olieverf op linnen, 59 × 48 cm, Russisch Museum in St. Petersburg
- Vrouw met gele hoed, 1908, olieverf op linnen, 48 × 39 cm, Russisch Museum in St. Petersburg
- Landschap met rode huizen, 1910 – 1911, gouche, 107 × 106 cm, Kunstmuseum Basel in Basel
- Bader, 1911, gouche op papier, 105 × 69 cm, Stedelijk Museum Amsterdam in Amsterdam
- De tuinier, 1911, houtskool en gouche op papier, 91 × 70 cm, Stedelijk Museum Amsterdam in Amsterdam
- Op de boulevard, 1911, houtskool en gouche op papier, 72 × 71 cm, Stedelijk Museum Amsterdam in Amsterdam
- Boerenvrouw met emmers en kind, 1912, olieverf op linnen, 73 × 73 cm, Stedelijk Museum Amsterdam in Amsterdam
- Vrouw met emmers, dynamische compositie, 1912 – 1913, olieverf op linnen, 80,3 × 80,3 cm, Museum of Modern Art in New York
- De roggeoogst, 1912, olieverf op linnen, 72 × 74,5 cm, Stedelijk Museum Amsterdam in Amsterdam
- De maaister, 1912, olieverf op linnen, 73 × 70 cm, Museum van Astrakan
- Maaier op rode achtergrond, 1912 – 1913, olieverf op linnen, 115 × 69 cm, Museum van Schone Kunsten in Gorki
- De slijper, 1912 – 1913, olieverf op linnen, 79,5 × 79,5 cm, Yale University Art Gallery, New Haven
- Kop van een boerenmeisje, 1912 -1913, olieverf op linnen, 80 × 95 cm, Stedelijk Museum Amsterdam in Amsterdam
- Portret van Ivan Kliun, 1913, olieverf op linnen, 112 × 70 cm Russisch Museum in St. Petersburg
- Doorgangsstation Kuntsevo, 1913, olieverf op paneel, 49 × 25,5 cm, Tretyakov Galerij in Moskou
- Koe en viool, 1913, olieverf op paneel, 48,9 × 25,8 cm, Russisch Museum in St. Petersburg
- Portret van M.V. Matiusjin, 1913, olieverf op linnen, 106,3 × 106,3 cm, Tretyakov Galerij in Moskou
- Soldaat van de eerste divisie, 1914, olieverf en collage op linnen, 53,6 × 44,8 cm, Museum of Modern Art in New York
- Compositie met Mona Lisa, 1914, olieverf en collage op linnen, 62 × 49,5 cm, Russisch Museum in St. Petersburg
- Een Engelsman in Moskou, 1914, olieverf op linnen, 88 × 57 cm, Stedelijk Museum Amsterdam in Amsterdam
- De vliegenier, 1914, olieverf op linnen, 125 × 65 cm, Tretyakov Galerij in Moskou
- Zwart vierkant (1913) 1923 – 1929, olieverf op linnen, 106,2 × 106,2 cm, Russisch Museum in St. Petersburg
- Zwarte cirkel (1913) 1923 – 1929, olieverf op linnen, 105,5 × 105,5 cm, Russisch Museum in St. Petersburg
- Zwart kruis (1913) 1923 – 1929, olieverf op linnen, 106,4 × 106,4 cm, Russisch Museum in St. Petersburg
- Rood vierkant, schilderkunstig realisme van een boerenvrouw in twee dimensies, 1915, olieverf op linnen, 53 × 53 cm, Russisch Museum in St. Petersburg
- Suprematisme, zelfportret in twee dimensies, 1, olieverf op linnen, 80 × 62 cm, Stedelijk Museum Amsterdam in Amsterdam
- Suprematistisch schilderij, vliegtuig in vlucht, 191, olieverf op linnen, 57,3 × 48,3 cm, Museum of Modern Art in New York
- Suprematisme, 1915, olieverf op linnen, 87,5 × 72 cm, Russisch Museum in St. Petersburg
- Zwart vierkant en rood vierkant, 1915, olieverf op linnenm 71,1 × 44,4 cm, Museum of Modern Art in New York
- Suprematische compositie, 1915, olieverf op linnen, 70 × 47 cm, Fine Arts Museum in Tula
- Suprematisme, 1916 – 1917, olieverf op linnen, 80 × 80 cm, Museum van Schone Kunsten in Krasnodar
- Suprematisme nr 56, 1916, olieverf op linnen, 80,5 × 71 cm, Russisch Museum in St. Petersburg
- Suprematisme nr 58, 1916, olieverf op linnen 79,5 × 70,5 cm, Russisch Museum in St. Petersburg
- Suprematisch schilderij, 1916, olieverf op linnen, 88 × 77 cm, Stedelijk Museum Amsterdam in Amsterdam
- Suprematisch schilderij, 1915 – 1916, olieverf op linnen, 49 × 44 cm, Wilhelm Hacke Museum in Ludwigshafen
- Suprematisch schilderij, 1917, olieverf op linnen, 96,5 × 65,4 cm, Museum of Modern Art in New York
- Suprematisch schilderij, gele vierhoek op wit, 1917 – 1918, olieverf op linnen, 106 × 70,5 cm, Stedelijk Museum Amsterdam in Amsterdam
- Suprematische compositie wit op wit, 1918, olieverf op linnen, 78,7 × 78, 7 cm, Museum of Modern Art in New York
- Suprematisch schilderij, 1920 – 1925, olieverf op linnen, 79,3 × 79,3 cm, Museum of Modern Art in New York
- Lente, na 1927, olieverf op linnen, 53 × 66 cm, Russisch Museum in St. Petersburg
- Maaisters, na 1917, olieverf op paneel, 71 × 103,2 cm, Russisch Museum in St. Petersburg
- Timmerman, 1927, olieverf op linnen, 72 × 54 cm, Russisch Museum in St. Petersburg
- Jongetje Vanka, na 1927, olieverf op linnen, 72 × 51,5 cm, Russisch Museum in St. Petersburg
- Tijdens de oogst (Marfa en Vanka), na 1927, olieverf op linnen, 82 × 61 cm, Russisch Museum in St. Petersburg
- Bij de dacha, na 1928, olieverf op paneel, 108 × 72 cm, Russisch Museum in St. Petersburg
- De oogst, na 1928, olieverf op paneel, 72,8 × 52,8 cm, Russisch Museum in St. Petersburg
- De maaier, 1928 – 1930, olieverf op linnen, 85,8 × 65,6 cm, Russisch Museum in St. Petersburg
- Kop van een boer, 1928 – 1930, olieverf op triplex, 71,7 × 53,8 cm, Russisch Museum in St. Petersburg
- Boer op de akkers, 1928 – 1930, olieverf op triplex, 71,3 × 44,2 cm, Russisch Museum in St. Petersburg
- Meisjes op een akker, 1928 – 1930, olieverf op linnen, 106 × 125 cm, Russisch Museum in St. Petersburg
- Complex voorgevoel, buste in geel hemd, 1928 – 1932, olieverf op linnen, 99 × 79 cm, Russisch Museum in St. Petersburg
- Boerin, 1929 – 1930, olieverf op linnen, 98,5 × 80 cm, Russisch Museum in St. Petersburg
- Twee boeren, 1928 – 1932, olieverf op linnen, 53 × 70 cm, Russisch Museum in St. Petersburg
- Drie vrouwelijke figuren, 1928 – 1930, olieverf op linnen, 47 × 63,5 cm, Russisch Museum in St. Petersburg
- De sportlieden, 1928 – 1930, olieverf op linnen, 142 × 164 cm, Russisch Museum in St. Petersburg
- Rode cavalerie, 1930 – 1931, olieverf op linnen, 91 × 140 cm, Russisch Museum in St. Petersburg
- Landschap met een wit huis, ca. 1930, olieverf op linnen, Russisch Museum in St. Petersburg
- Landschap met vijf huizen, ca. 1932, olieverf op linnen, 83 × 62 cm, Russisch Museum in St. Petersburg
- Rood huis, 1932, olieverf op linnen 63 × 55 cm, Russisch Museum in St. Petersburg
- Torso, buste met roze gezicht, 1928 – 1932, olieverf op linnen, 72 × 65 cm, Russisch Museum in St. Petersburg
- Halffiguur (Prototype van een nieuw beeld), 1928 – 1932, olieverf op linnen, 46 × 37 cm, Russisch Museum in St. Petersburg
- Portret van een vrouw, 1928 – 1932, olieverf op triplex, 58 × 49 cm, Russisch Museum in St. Petersburg
- Drie vrouwen, 1928 – 1932, olieverf op paneel, 57 × 48 cm, Russisch Museum in St. Petersburg
- Vrouwelijk halffiguur, 1928 – 1932, olieverf op paneel, Russisch Museum in St. Petersburg
- Twee boeren, 1930 – 1932, olieverf op linnen, 99 × 74 cm, Russisch Museum in St. Petersburg
- Boer, 1928 – 1932, olieverf op linnen, 120 × 100 cm, Russisch Museum in St. Petersburg
- De baders, 1928 – 1932, olieverf op linnen, 98,5 × 79 cm, Russisch Museum in St. Petersburg
- Rennende man, 1932 – 1934, olieverf op linnen, 79 × 65 cm, Musée National d’Art Moderne in Parijs
- Kop van meisje van nu, 1932, olieverf op linnen, 43,5 × 34 cm, Russisch Museum in St. Petersburg
- Meisje met kam in haar, 1932 – 1933, olieverf op linnen, 35,5 × 31 cm, Tretyakov Galerij in Moskou
- Meisje met rode staaf, 1932 – 1933, olieverf op linnen, 71 × 61 cm, Tretyakov Galerij in Moskou
- Portret van een man (N. Punin?), 1933, olieverf op linnen, 71 × 57 cm, Russisch Museum in St. Petersburg
- Portret van de vrouw van de kunstenaar, 1933, olieverf op linnen, 67,5 × 56 cm, Russisch Museum in St. Petersburg
- Portret van Una, ca. 1932, olieverf op linnen, 52 × 42,4 cm, Moderna Museet in Stockholm
- De arbeidster, 1933, olieverf op linnen, 71,7 × 59,8 cm, Russisch Museum in St. Petersburg
- Portret van de dochter van de kunstenaar, 1933 – 1924, olieverf op linnen, 85 × 61,8 cm, Russisch Museum in St. Petersburg
- Portret van de vrouw van de kunstenaar, 1934, olieverf op linnen, 99,5 × 74,3 cm, Russisch Museum in St. Petersburg
- Zelfportret, 1933, olieverf op linnen, 73 × 66 cm, Russisch Museum in St. Petersburg